# Sieć przywoławcza
Sieć przywoławcza (ang. paging) – jednokierunkowa, bezprzewodowa łączność radiowa umożliwiająca mobilnemu użytkownikowi wyposażonemu w niewielki terminal odbiorczy (pager) otrzymywanie krótkich indywidualnych komunikatów przywoławczych.
Standaryzacja wielu systemów doprowadziła do stworzenia międzynarodowego standardu POCSAG definiującego zasady sygnalizacji i kodowania w systemach przywoławczych.